# Cayetano Ré
Cayetano Ré Ramírez (ur. 7 lutego 1938 w Asunción, zm. 26 listopada 2013 w Elche) – paragwajski piłkarz, grający na pozycji napastnika, a następnie trener.
Wychowanek Cerro Porteño. Karierę rozwijał w wyjeździe do Hiszpanii w 1959, gdzie grał w klubach: Elche CF, FC Barcelona, Espanyol Barcelona. W barwach tej drugiej został w sezonie 1965/1966 królem strzelców Primera División, strzelając 25 bramek.
Z reprezentacją Paragwaju grał jako zawodnik na mistrzostwach świata w 1958 oraz był jej trenerem na turnieju w 1986.

## Tytuły
- 1 Puchar UEFA: 1966- FC Barcelona.
- 1 Copa del Generalísimo: 1963-FC Barcelona.